# Atlético Madrid C
Atlético Madrid C was het derde elftal van de Spaanse voetbalclub Atlético Madrid en werd ook wel Atlético Aviación genoemd. Thuisstadion was het Cerro del Espino in Majadahonda, een stadje naast Madrid, dat 3.500 plaatsen heeft. Het team speelt sinds 1995 in de Tercera División maar werd in 2015 opgeheven.

## Historie
Atlético Madrid C werd opgericht in 1974 en speelt in het seizoen 2006/07 voor het elfde achtereenvolgende jaar in de Tercera División. De hoogst behaalde klassering was een vierde plaats in het seizoen 1998/99. De laatste seizoenen gaat het bergafwaarts en vecht het team tegen degradatie. Onder de naam Atlético Aviación behaalde Atlético Madrid haar eerste landstitels in de seizoenen 1939/40 en 1940/41.